# مملكة أكسوم
أكسوم (بالجعزية: መንግስተ አክሱም): هي دولة ومملكة إثيوبية قديمة، كانت موجودة من القرن الأول الميلادي إلى القرن العاشر الميلادي في شمال الأراضي الإثيوبية، وكانت عاصمتها مدينة أكسوم. من المرجح أن تكون مملكة أكسوم قد تأسست في أوائل القرن الأول كخليفة لمملكة دعمت التي كانت موجودة سابقًا في ذلك الموقع. تطورت ثقافة ما قبل أكسوم جزئيًا تحت تأثير جنوب شبه الجزيرة العربية، كما يظهر في استخدام الأكسوميين للكتابة العربية الجنوبية وممارسة الديانات السامية القديمة. ومع ذلك، بدأ استخدام الكتابة الجعزية بحلول القرن الرابع الميلادي، وعندما أصبحت الدولة قوة كبرى على الطريق التجاري بين روما والهند، دخلت المجال الثقافي اليوناني الروماني وبدأت في استخدام اليونانية كلغة مشتركة. كما أثر هذا العامل بشكل كبير على مملكة أكسوم في اعتماد المسيحية كدين للدولة في منتصف القرن الرابع الميلادي.
يتم تعريف طبيعة اقتصاد أكسوم على أنه استعبادي وإقطاعي. انتشرت الوثنية السامية واليهودية والمسيحية (في التقليد غير الخلقيدوني) في أكسوم وأصبحت دين الدولة؛ علاوة على ذلك، فإن سيادة هذه الديانات التوحيدية لم تتعارض مع وجود تعدد الزوجات. الديانة الوثنية المحلية، التي كانت فيها عبادة الشخص المقدس للملك ذات أهمية رئيسية، هيمنت على أكسوم في القرنين الأول حتى الرابع؛ في عهد الملك عيزانا (نحو 325م -360م)، أصبحت المسيحية دين الدولة (يُعتبر عام 329م تاريخ تأسيس الكنيسة الأرثوذكسية الإثيوبية الميافيزية، التي ظلت تابعة للكنيسة القبطية حتى عام 1948).
كان بناء المسلات لغرض طقوسي من سمات الأكسوميين حتى في عصور ما قبل المسيحية. تُعتبر مسلة أكسوم
المصنوعة من الصوان (الغرانيت) من أكبر المباني الغرانيتية في العالم، ويصل طولها إلى 79 قدمًا (24 مترا). بعد تنصرهم، توقف الأكسوميون عن بناء اللوحات التذكارية. تم أيضًا بناء أقدم المعابد المسيحية الموجودة في إفريقيا هنا - كنيسة مريم سيدة صهيون في أكسوم، حيث وفقًا للأسطورة، أخرج تابوت العهد منليك الأول (أول نجاشي أسطوري من إثيوبيا، ابن للملك الإسرائيلي سليمان وملكة سبأ).
اعتبر الشخصية الدينية الشهيرة في القرن الثالث الميلادي (ماني) هذه الدولة إحدى القوى الأربع الكبرى في العالم القديم، إلى جانب بلاد فارس وروما والصين. بدءًا من عهد إندوبيس (Endubis)، سكت أكسوم عملاتها المعدنية الخاصة - وهي الأولى التي تم سكها في أفريقيا جنوب الصحراء الكبرى - والتي تم العثور عليها في أماكن مثل قيسارية فلسطين وجنوب الهند. استمرت الدولة في التوسع خلال العصور القديمة المتأخرة، حيث غزت أجزاء من مملكة كوش، والتي ورثت منها الاسم اليوناني "إثيوبيا". بلغت هيمنة أكسوم على البحر الأحمر ذروتها في عهد الملك كالب، الذي قام، بناءً على طلب الإمبراطور الروماني جستين الأول، بغزو مملكة حمير في اليمن الحالية، لإنهاء الإبادة الجماعية للسكان المسيحيين التي ارتكبها الملك اليهودي ذو نواس. مع ضم حمير في فبراير سنة 530م، وصلت مملكة أكسوم إلى أكبر حجم إقليمي لها. إلا أن هذه الأراضي ضاعت بعد أربعين عاماً أثناء الحروب الحبشية الفارسية.
بدأ التدهور البطيء للدولة بحلول القرن السابع الميلادي، عندما توقف سك العملات المعدنية. أدت الأنشطة الفارسية، والمسلمة لاحقًا، في البحر الأحمر الموجهة ضد الأكسوميين إلى مشاكل اقتصادية خطيرة لمملكة أكسوم، كما انخفض عدد سكان مدينة أكسوم نفسها. ويعتبر هذا، إلى جانب العوامل الداخلية، أحد أسباب التراجع. تعتبر القرون الثلاثة الأخيرة لأكسوم العصور المظلمة، واندثرت الدولة حوالي عام 960م. على الرغم من مكانتها كواحدة من الإمبراطوريات الرائدة في أواخر العصور القديمة، تلاشت مملكة أكسوم في الغموض حيث ظلت إثيوبيا معزولة طوال العصور الوسطى.

## السجلات التاريخية

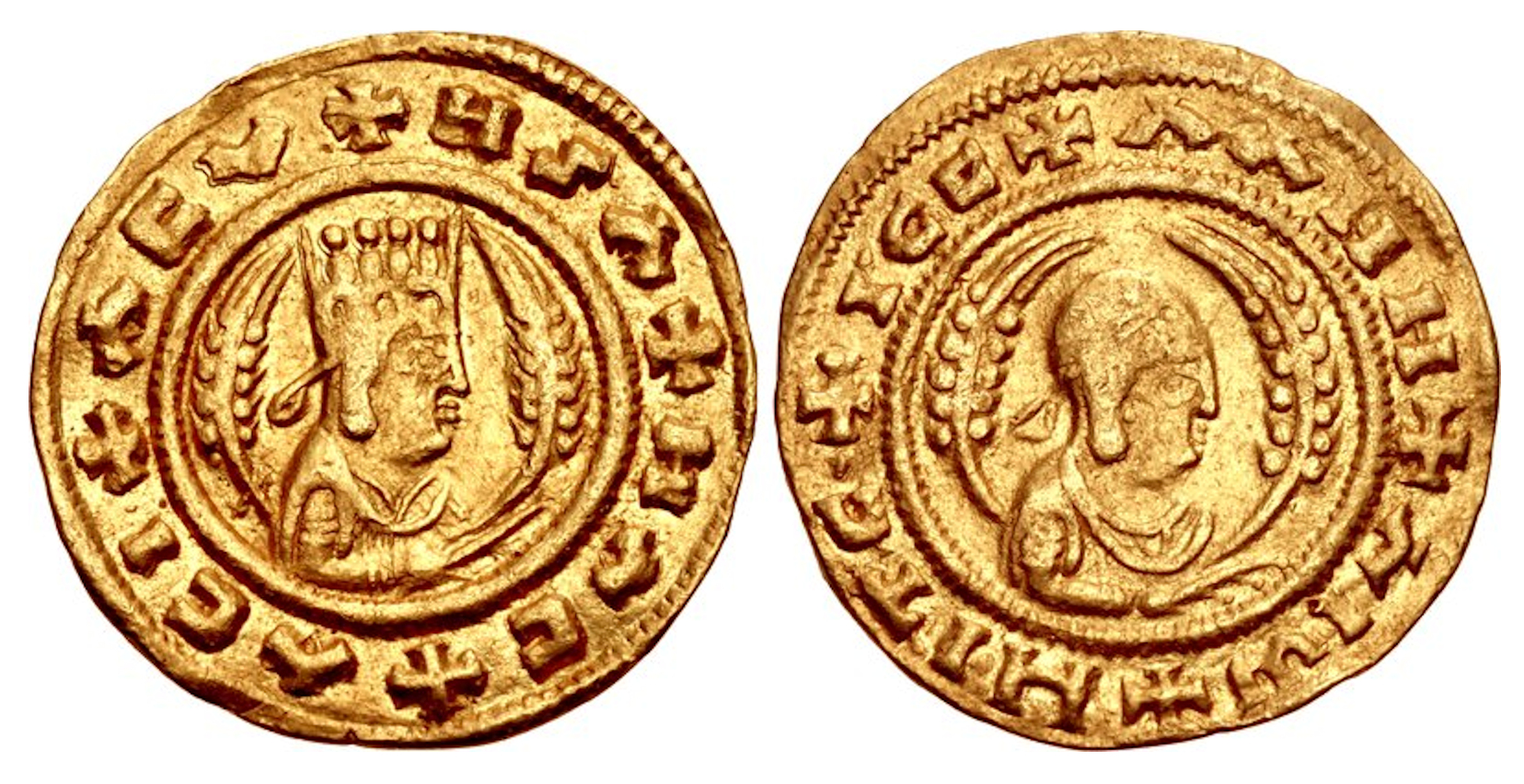
عملات ذهبية أكسوميتية.

ذُكرت أكسوم في القرن الأول ميلادي في رحمانية بحر إريترا (رحمانية تعني دليل ملاحي) باعتبارها سوقًا مهمًا لتجارة العاج، فكانت من مصدري العاج لجميع أنحاء العالم القديم. جاء في الرحمانية اسم زوسكالِس حاكم أكسوم في القرن الأول ميلادي، وهو الذي هيمن على أرضٍ قرب البحر الأحمر تدعى عدوليس (قرب مصوع) وأراضٍ أخرى على طول مرتفعات إريتريا اليوم. جاء في الرحمانية أيضًا أن الملك ضليع في الأدب الإغريقي.
4. أسفل سوق بطلمية الصيادين، وعلى بعد ثلاثة آلاف شاخص، ستجد أدولِس، وهي ميناء شرعي يتموضع على النهاية الداخلية لخليجٍ تجري مياهه نحو الجنوب. قبل أن يرتكز المرفأ على ما يُدعى بجزيرة الجبل، نحو 200 شاخصٍ بحري ابتداءً من رأس الخليج، كانت الشواطئ الداخلية قريبة منه من كلا الجانبين. أصبحت السفن المتجهة نحو هذا المرفأ ترسو هنا بسبب الغارات من البر. كانت تلك السفن في السابق ترسو في رأس الخليج، قرب جزيرة تدعى ديودوروس، قرب الشاطئ الذي يمكن الوصول إليه سيرًا على الأقدام من الأرض، ما أدى إلى هجوم السكان الأصليين البرابرة على الجزيرة. تتموضع أدولِس في جزيرة الجبل في الاتجاه المعاكس، على بعد 20 شاخصٍ من الساحل نحو الأراضي الداخلية. وهي قرية ذات حجم متواضع، بإمكانك الوصول منها إلى كولو خلال رحلة تستمر 3 أيام، والأخيرة هي بلدة داخلية وأول سوق لبيع العاج. تنطلق من هذا المكان إلى مدينة يقطنها أناسٌ يُدعون بالأكسوميين، خلال رحلة تستغرق 5 أيام، وهو المكان الذي يُجلب إليه كل العاج من البلاد، من ما وراء نهر النيل إلى المنطقة التي تُسمى سيانيوم، وأخيرًا إلى أدولِس.

## الانحدار
من المرجح أن تجارة مملكة أكسوم في البحر الأحمر عانت نتيجة للغزوات الفارسية في مصر وسوريا، ثم الهزائم في اليمن. لكن ظهر التأثير الأعمق والأطول أمدًا مع بروز الإسلام في أوائل القرن السابع وتوسع الخلافة الراشدة. حافظت أكسوم في البداية على علاقات جيدة مع جيرانها المسلمين. فمثلًا، في عام 615، هاجر أوائل المسلمين من مكة إلى أكسوم هربًا من اضطهاد قريش، ونالوا اللجوء هناك؛ وتُعرف هذه الرحلة في التاريخ الإسلامي بـ «الهجرة الأولى». وفي عام 630، أرسل محمد حملة بحرية ضد قراصنة حبشيين مشتبه بهم، وعُرفت باسم «سرية علقمة بن مجزز».
توقفت التجارة مع العالم الروماني والبيزنطي بعد أن استولى العرب على المقاطعات الشرقية للإمبراطورية الرومانية. ونتيجة لذلك، شهدت أكسوم تراجعًا في الازدهار بسبب العزلة المتزايدة، وتوقفت عن سك العملات في أوائل القرن الثامن. ساهم هذا الانحدار في نشوء مملكة هرلة المجاورة المتأثرة بالإسلام.
لم تكن الفتوحات الإسلامية السبب الوحيد لانحدار أكسوم، بل ساهمت توسعات البجة، وهم رُحَّل، في هذا الانحدار أيضًا. ونظرًا لفقر بلادهم، بدأ كثير منهم بالهجرة إلى المرتفعات الإثيوبية الشمالية. وفي نهاية القرن السابع، دخلت قبيلة بجاوية قوية تُعرف باسم الزنافج إلى هضبة إريتريا عبر وادي القاش-بركة. واستولوا على أجزاء واسعة من المرتفعات الإريترية ونهبوها بعد أن عجزت أكسوم عن الحفاظ على سيادتها على المناطق الحدودية، مما أدى إلى انقطاع الاتصال بموانئ البحر الأحمر.
وفي الفترة ذاتها تقريبًا، أُجبر سكان أكسوم على التوغل إلى داخل المرتفعات طلبًا للحماية، وتُركت أكسوم كعاصمة. وواصل الكُتّاب العرب وصف إثيوبيا (التي لم تُعد تُعرف باسم أكسوم) على أنها دولة واسعة وقوية، رغم أنها فقدت السيطرة على معظم الساحل وروافدها. وعلى الرغم من خسارة الأراضي في الشمال، فقد كُسبت أراضٍ في الجنوب، ورغم أن إثيوبيا لم تعد قوة اقتصادية، فإنها ما تزال تجذب التجار العرب. وقد نُقلت العاصمة جنوبًا إلى موقع جديد يُدعى «كوبار». وكان الكاتب العربي اليعقوبي أول من وصف العاصمة الأكسومية الجديدة، ويُرجّح أن موقعها كان في جنوب تيغراي أو في منطقة أنغوت، غير أن موقع المدينة الدقيق ما يزال مجهولًا.
وسُجّل حدوث مجاعة في إثيوبيا في القرن التاسع. وعزا البطريركان القبطيان يعقوب (819–830) ويوساب (830–849) من الإسكندرية أوضاع إثيوبيا إلى الحروب والوباء وقلة الأمطار. وخلال حكم دجنة جان في القرن التاسع، واصلت الإمبراطورية توسعها نحو الجنوب، وأطلقت بعثات تبشيرية جنوب أنغوت.

## غزو غوديت
وفقًا للتاريخ المحلي، يُروى أن ملكة يهودية تُدعى يوديت (جوديت) أو «غوديت» هزمت الإمبراطورية نحو عام 960 وأحرقت كنائسها ومكتباتها. وعلى الرغم من وجود دلائل على إحراق الكنائس وحدوث غزو في تلك الفترة، فإن بعض المؤلفين الغربيين شككوا في وجودها. نهبت غوديت أكسوم عبر تدمير الكنائس والمباني، واضطهدت المسيحيين ومارست تحطيم الرموز المسيحية. اختلف الباحثون حول أصلها، فرجّح البعض أن لها أصولًا يهودية أو أنها جاءت من منطقة جنوبية. ووفقًا لإحدى الروايات التقليدية، فقد حكمت مدة أربعين عامًا، واستمر حكم سلالتها حتى عام 1137م، حين أطاح بها مارا تكلا هيمنوت، مما أدى إلى نشوء السلالة الزاقوية بقيادة العرق الأغاوي.
وبحسب تقليد شفهي، وصلت غوديت إلى السلطة بعد أن قتلت ملك بيتا إسرائيل، ثم حكمت مدة أربعين عامًا. وجاءت بجيشها اليهودي من جبال سيمين وبحيرة تانا لشن حملة نهب ضد أكسوم ومحيطها. وكانت مصممة على تدمير كل أفراد السلالة الأكسومية وقصورها وكنائسها وآثارها في تيغراي. وما تزال أعمالها تُروى بين الفلاحين الذين يسكنون شمال إثيوبيا. وتنتشر في تلك المناطق أطلال كبيرة وأحجار قائمة ومسلات. ويُروى أيضًا أنها قتلت آخر إمبراطور أكسومي، وربما كان ديل ناوود، فيما تشير روايات أخرى إلى أن ديل ناوود نُفي إلى شَوا ولقي حماية من المسيحيين، وطلب العون من الملك النوبي اليوناني موسى جورجيوس، لكن طلبه لم يُستجب. ويقال إنها خُلِفت من قبل دجنة جان، الذي حمل لقب أنباسا ويدم.
تميز عهدها بنزوح سكان أكسوم نحو الجنوب. ووفقًا لإحدى الروايات الإثيوبية التقليدية، فقد حكمت أربعين عامًا، ثم أُطيح بسلالتها في عام 1137م على يد مارا تكلا هيمنوت، الذي أسّس سلالة الزاقوي من خلال إنجابه أطفالًا من ذرية آخر إمبراطور أكسومي، ديل ناوود.
وبعد فترة قصيرة من الانحدار، خلَفت السلالة الزاقوية إمبراطورية أكسوم في القرن الحادي عشر أو الثاني عشر (وربما نحو عام 1137)، رغم أنها كانت محدودة الحجم والنفوذ. لكن نسب يقنو آملاك، الذي قتل آخر ملوك الزاقوي وأسس السلالة السليمانية الحديثة نحو عام 1270، أصله وحقه في الحكم إلى آخر أباطرة أكسوم، ديل ناوود. ويُشار إلى أن نهاية إمبراطورية أكسوم لم تكن نهاية لثقافتها وتقاليدها؛ فمثلًا، تظهر تأثيرات أكسومية واضحة في عمارة سلالة الزاقوي، مثل كنائس لاليبيلا ويمرحنا كريستوس.

## المجتمع
تكوّن سكان أكسوم في الغالب من جماعات تتحدث لغات سامية، ومن بينها شعب الأغازيان، أو ناطقو الجعز، وقد عرّفهم صاحب نقش أدو ليس بوصفهم السكان الرئيسيين لأكسوم ومحيطها. وكان شعب الأغاو، الناطق باللغات الكوشية، من الشعوب التي عاشت أيضًا داخل المملكة، إذ أشار كوزماس إنديكوبليوستس إلى وجود «حاكم الأغاو» الذي أوكل إليه الملك كالب مهمة حماية طرق القوافل الحيوية القادمة من الجنوب، ما يدل على أنهم عاشوا ضمن الحدود الجنوبية لمملكة أكسوم. وضمّت أكسوم أيضًا جالية يونانية كبيرة، كانت تقيم في مدينتي بطولمايس ثيرون وأدوليس. كما سكنت جماعات نيلية مملكة أكسوم، وتذكر النقوش من عهد عيزانا جماعة «باريا»، وهي قبيلة وثنية كانت تسكن في الجهة الغربية من الإمبراطورية، ويُعتقد أنها كانت من النارا.
توزعت مستوطنات أكسوم على جزء واسع من المرتفعات في القرن الإفريقي الشمالي، وتركز معظمها في شمال شرق تيغراي بإثيوبيا، بالإضافة إلى منطقتي عكلى غوزاي وسرايى في إريتريا. وعلى الرغم من هذا التركز، توجد بعض مستوطنات أكسومية مثل مفساس بحري حتى منطقة أوفلا. وعُثر أيضًا على مواقع تعود للعهد الأكسومي على طول ساحل البحر الأحمر في إريتريا، قرب خليج زولا. وتموضع العديد من هذه المستوطنات على محور يمتد من أكسوم إلى خليج زولا، مكوّنًا مسارًا يربط بين العاصمة الأكسومية في المرتفعات وميناء أدوليس الرئيسي على البحر الأحمر. وعلى هذا المسار، تقع مستوطنتان من أكبر مستوطنات العهد الأكسومي، وهما ماتارا وكوهايتو في مرتفعات إريتريا. وتشير كثافة هذه المستوطنات القديمة إلى وجود كثافة سكانية مرتفعة في مرتفعات تيغراي وإريتريا الوسطى. أما المناطق الجنوبية من الدولة الأكسومية فمعروفة بشكل محدود، غير أن المسوحات الأثرية في جبال لاستا ووولو قد حددت مواقع تُظهر صلات بالعهد الأكسومي، وخصوصًا قرب جبل أبونا يوسف.
وقد أسهم نظام زراعي معقد في منطقة أكسوم، اشتمل على الري وبناء السدود والمدرجات والزراعة بالمحراث، في دعم السكان في المدن والريف على السواء. وزرع الفلاحون الأكسوميون مجموعة متنوعة من المحاصيل الحبوبية ذات الأصول الإفريقية والشرق أوسطية. وشملت هذه المحاصيل: التيف، والدخن الإصبعي، والذرة الرفيعة، وقمح الإمّر، وقمح الخبز، والشعير المقشور، والشوفان. إضافة إلى ذلك، زُرعت محاصيل مثل الكتان والقطن والعنب، والبقوليات ذات الأصل الشرق أوسطي كالبازلاء، والفول، والعدس، والحمص، والفاصولياء، والبسلة. ومن المحاصيل المهمة أيضًا: المحصول الزيتي الإفريقي «غيزوتيا أبيسينيكا»، واليقطين، والحِرْض. وقد ساهم هذا التنوع الزراعي، إلى جانب تربية الأبقار والأغنام والماعز، في بناء تقليد إنتاجي محلي غني من الزراعة والرعي، شكّل أساسًا لتطور اقتصاد أكسوم وترسيخ سلطة الدولة.